# Кандыз
Кандыз — река в России, протекает по Северному району Оренбургской области и Бавлинскому району Татарстана, устье находится на границе с Башкортостаном. Впадает в Ик. Длина реки составляет 65 км, площадь водосборного бассейна — 804 км². Высота устья — 119 м над уровнем моря. Высота истока — 300 м над уровнем моря.

## Происхождение названия
Топоним переводится как «Бобровая (река)» (татарское кондыз — «бобр» с соответствиями в ряде других тюркских языков).

## Данные водного реестра
По данным государственного водного реестра России относится к Камскому бассейновому округу, водохозяйственный участок реки — Ик от истока до устья, речной подбассейн реки — бассейны притоков Камы до впадения Белой. Речной бассейн реки — Кама.
Код объекта в государственном водном реестре — 10010101312111100027964.